# Cicurina nevadensis
Espèce
Cicurina nevadensis est une espèce d'araignées aranéomorphes de la famille des Cicurinidae.

## Distribution
Cette espèce est endémique du Nevada aux États-Unis,.

## Description
La femelle holotype mesure 5 mm.
La femelle décrite par Roth en 1988 mesure 5,6 mm.

## Systématique et taxinomie
Cette espèce a été décrite par Simon en 1886.

## Étymologie
Son nom d'espèce, composé de nevad[a] et du suffixe latin -ensis, « qui vit dans, qui habite », lui a été donné en référence au lieu de sa découverte, le Nevada.

## Publication originale
- Simon, 1886 : « Descriptions de quelques espèces nouvelles de la famille des Agelenidae. » Annales de la Société entomologique de Belgique, vol. 30, p. 56-61 (texte intégral).